# Rosario Silva de Lapuerta
Rosario Silva de Lapuerta (* 15. Juni 1954 in Madrid) ist eine spanische Juristin und Richterin. Sie ist seit dem 7. Oktober 2003 Richterin am Europäischen Gerichtshof (EuGH) und war zwischen dem 9. Oktober 2018 und 7. Oktober 2021 dessen Vizepräsidentin.

## Werdegang
Rosario Silva de Lapuerta wurde am 15. Juni 1954 in der spanischen Hauptstadt Madrid geboren. Sie studierte ab 1971 an der dortigen Universität Complutense Madrid Rechtswissenschaften und erwarb 1976 das Lizenziat der Rechte. 1978 wurde sie nach abgelegter Prüfung als Staatsanwältin (Abogado del Estado) zugelassen und in der Folge bei der Staatsanwaltschaft in Málaga tätig. 1982 wurde sie als Staatsanwältin im Juristischen Dienst des Ministeriums für Verkehr, Tourismus und Kommunikation tätig, 1984 im spanischen Außenministerium.
Von 1987 bis 1989 war sie Staatsanwältin im Juristischen Dienst des Königreichs Spanien für Verfahren vor dem Gerichtshof der Europäischen Gemeinschaften. 1989 stieg sie zur Leiterin des spanischen Juristischen Dienstes beim EuGH auf. Gleichzeitig war sie ab dem Jahr 2000 stellvertretende Generaldirektorin des Juristischen Unterstützungsdienstes für Europa- und Völkerrecht des spanischen Justizministeriums.
Mit 7. Oktober 2003 wurde Rosario Silva de Lapuerta zur spanischen Richterin am EuGH ernannt. Daneben ist sie auch als Professorin für Gemeinschaftsrecht an der Escuela Diplomática de Madrid sowie als Mitherausgeberin der Zeitschrift „Noticias de la Unión Europea“ tätig. Am 9. Oktober 2018 wählte die Vollversammlung der EuGH-Richter Rosario Silva de Lapuerta für eine dreijährige Amtszeit zur Vizepräsidentin des Europäischen Gerichtshofs.